# Газоразрядные приборы
Газоразрядные приборы (также ионные приборы) — электровакуумные приборы, действие которых основано на использовании различных видов электрического разряда в газе или парах металла. Обычно используются инертные газы — неон, криптон, аргон и т. д. или пары ртути. Различают газоразрядные приборы тлеющего разряда с холодным катодом (например, декатроны, газоразрядные индикаторы), дугового разряда — с накаливаемым катодом (газотроны, тиратроны, таситроны) или ртутным катодом (ртутные вентили), искрового разряда (например, тригатроны), коронного разряда (стабилитроны и др.). Отдельную группу газорязрядных приборов составляют газоразрядные лампы, газовые лазеры и т. д.